# 马马 (俄罗斯)
马马（羅馬化：Mama）是俄罗斯伊尔库茨克州的工人村（市级镇）、马马-丘亚区行政中心，位于勒拿河流域内马马河汇入维季姆河处，在州府伊尔库茨克东北方。设有马马机场，有飞往伊尔库茨克的定期航班。
该地2021年人口有2,802人；2010年人口3,630；2002年人口4,352；1989年人口6,918。